# おはよう!CNN
「おはよう!CNN」は1984年4月2日から1989年9月29日までテレビ朝日系列（ただし一部系列局は除く）で放送されていたニュース番組。

## 番組概略
アメリカのニュース専門局CNNで放送された内容をダイジェストで放送していた。
関東地区などにおけるスポンサーは、開始当初、松下電器産業（現・パナソニック）単独であったが、途中で複数社(三洋証券など)に変更された。
日本ケーブルテレビジョン（JCTV）制作、スタジオは当初、東京・六本木のJCTV本社内にあったCNN制作フロアの一部を改装し、オープンスタジオとして使用していた。このスペースは深夜に放送されていた「CNNデイウォッチ」や「CNNヘッドライン」、さらには日曜夕方に一時期放送されていた「鉄矢のびっくり外報部」でも使用されていた。1987年10月の「CNNヘッドライン」開始に伴い、初めてスタジオセットが大幅に変更され、フロアレイアウトも変更されたが、1988年10月にテレビ朝日アーク放送センターにCNN番組の制作機能を移すこととなり、スタジオもNスタジオ（報道局外報部デスクスペースを番組用に手直しして使用）に移動した。
1985年4月から1986年3月まで、関東ほか一部地域では、「おはようTODAY」に内包。「おはようTODAY」のメインキャスターがテレビ朝日スタジオ（旧・六本木本社第3スタジオ→アーク放送センターNスタジオ）から当番組のスタジオを呼び出し、当番組のキャスターが番組を進行していた。
1987年9月28日からは7時台に放送されていた「ANNニュースセブン」が、6時半に移動して「ANNニュースフレッシュ」と改題したため、それまでの後半にあたる15分に縮小。
1989年10月2日からは、「CNNモーニング」（6:45 - 7:00枠は「CNNモーニングEnglish Shower」）に受け継がれた。

## 番組放送時間の変遷
- 1984年4月2日 - 1987年9月25日 6:30 - 7:00
- 1987年9月28日 - 1989年9月29日 6:45 - 7:00

6:30開始時代は秋田放送・山口放送・南海放送・四国放送でもネットされていた。これらはNNNに加盟（山口放送は当時ANNとのクロスネット）していたため、6:45からの「NNN朝のニュース」に配慮した飛び降りポイントが、6:43に用意されおり、このタイミングで朝日系もCMに入っていた。南海放送・四国放送は「ニュースフレッシュ」開始後はそのままニュースフレッシュを番販扱いでネット受けするようになり当番組としては終了した。なおこれによりこの2局はANNとNNNとの連続で全国ネットニュースを15分ずつ放送することとなった。

## 主なキャスター
| 1984年4月2日                                                                | 1985年3月29日 | 鮫島慎司 | 山上万恵美 | 伊藤憲一    | 渡辺みなみ  |
| 1985年4月1日                                                                | 1985年10月4日 | 鮫島慎司 | 山上万恵美 | 渥美克彦1   | 渡辺みなみ1 |
| 1985年10月7日                                                               | 1986年3月28日 | 鮫島慎司 | 上田結香   | 坂本明美1   | 浜尾朱美1   |
| 1986年3月31日                                                               | 1987年9月25日 | 鮫島慎司 | 上田結香   | 放送なし    | 放送なし    |
| 1987年9月28日                                                               | 1988年4月1日  | 荻島正己 | 橋谷能理子 | シフト勤務2 | シフト勤務2 |
| 1988年4月4日                                                                | 1988年10月7日 | 荻島正己 | 橋谷能理子 | 保坂正紀2   | 山口容子2   |
| 1988年10月10日                                                              | 1989年9月29日 | 大林守   | 小池達子   | 保坂正紀2   | 山口容子2   |
| - 1 『おはようTODAY』の司会者。 - 2 『ANNニュースフレッシュ』のキャスター。 |               |          |            |             |             |

## オープニング
- 1984年4月2日 - 1985年10月4日 初代
- 1985年10月7日 - 1987年9月25日 2代目
- 1987年9月28日 - 1989年9月29日 3代目

※いずれもBGMにはシンセサイザーミュージックが使われていた。
| テレビ朝日系 平日早朝の情報番組枠 | テレビ朝日系 平日早朝の情報番組枠 | テレビ朝日系 平日早朝の情報番組枠         |
| 前番組                            | 番組名                            | 次番組                                    |
| --------------------------------- | --------------------------------- | ----------------------------------------- |
| -----                             | おはよう!CNN                      | CNNモーニング CNNモーニングEnglish Shower |